# Кинотеатры Иванова

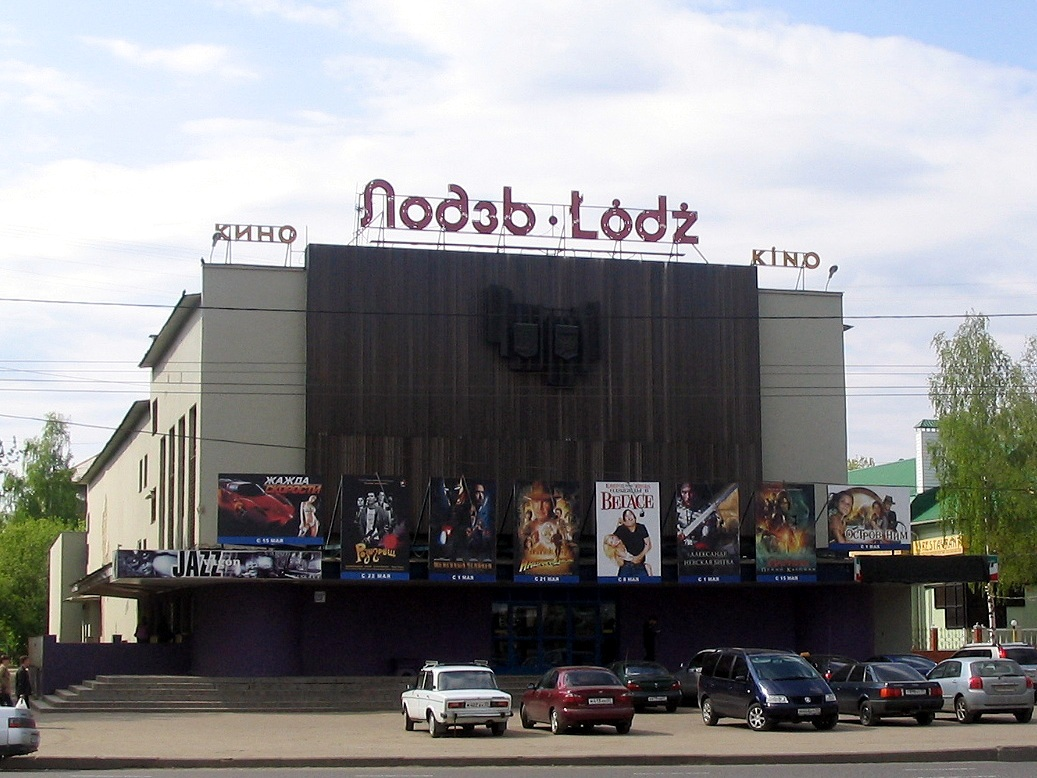
Кинотеатр «Лодзь»

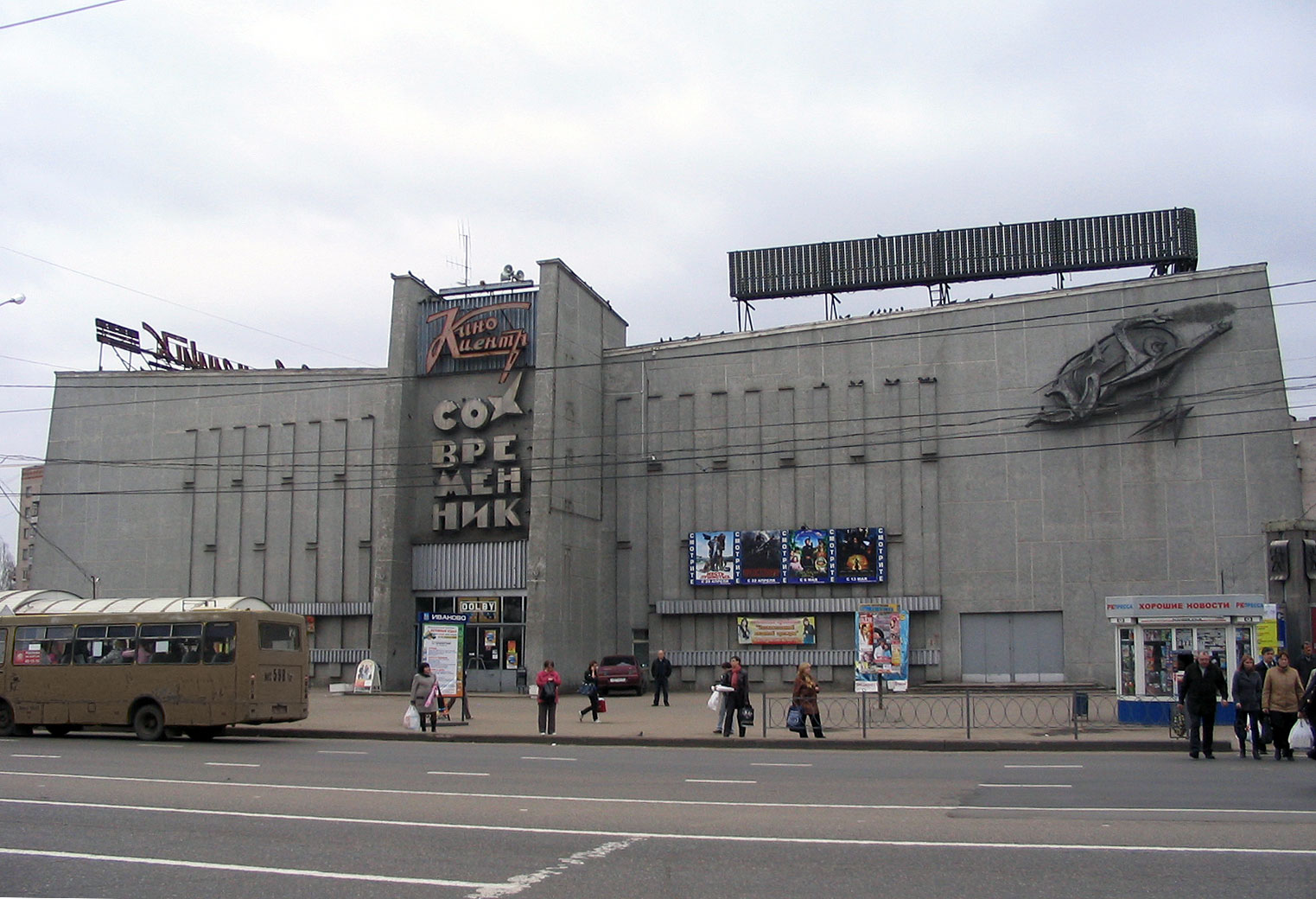
Кинотеатр «Современник»

Действующие и закрытые кинотеатры города Иваново.

## Действующие
- «А113» («Формула кино — Иваново») — ул. 8 Марта, д. 32, ТРЦ «Серебряный город»[1]
- «Лодзь» — ул. Лежневская, д. 120-а[2]
- «Европа Синема» — ул. Лежневская, д. 55, ТЦ «Тополь»[3]
- Автокинотеатр «Кинопарковка» — ул. 13 Березниковская, 46

## Закрытые
- «Арс» — находился на улице Фридриха Энгельса (ныне — проспект Шереметевский). Снесён в начале 1970-х при реконструкции улицы.
- «Великан» — ул. Громобоя, д. 2. В советское время был расположен в здании бывшего Нардома (ранее фабрика Дербенёва). Закрыт в начале 1990-х годов, ныне ночной клуб «Таганка».[4]
- «Искра-DELUXE» (Ранее «Искра») — пр. Строителей, д. 96[5]. С апреля 2019 года кинотеатр перестал функционировать[6]. В 2023 году на месте кинотеатра решено организовать хоккейную базу для проведения тренировок[7].
- «Мир» — Шереметевский пр., д. 53, первоначальное название «Аванс». Открыт в 1912 году, закрыт в начале 1990-х годов, ныне офис «Кранбанка».[8][9][10]
- «Победа» — ул. Красных Зорь, д. 15а, открыт 1953 году, в настоящий момент торгово-офисный центр.[11]
- «Современник» — расположен на Шереметевском проспекте, дом 85[12]. Открылся 18 декабря 1975 года. Обладает зрительным залом на 600 мест, видеозалом на 25 мест. С 1 июля 2010 года работа приостановлена[13]. В 2019 году решено восстановить кинотеатр[14]
- «Спартак» — ул. Каравайковой, д. 135, открылся в 1950 году, закрыт в начале 1990-х, ныне магазин торговой сети «Кенгуру».[15]
- «Спутник» — ул. Свободы, д. 35. Открылся в 1963 году, закрыт в начале 1990-х, ныне торгово-офисный центр.[11]
- «Центральный» — пр. Ленина, д. 9/1, открыт 6 октября 1932 года, закрыт на реконструкцию в 1975 году, ныне ТЦ «Плаза»[9][16].